# Sunday GX
Monthly Sunday Gene-X (яп. 月刊サンデージェネックス Геккан Сандэ Дзэнэккусу), часто сокращается до Sunday GX (яп. サンデーGX) — японский манга-журнал, публикуемый издательством Shogakukan.
Как многие другие манга-журналы, это «журнал-антология», где каждый выпуск содержит новые главы из нескольких разных манга-серий. Сериалы также печатаются в форме книг под лейблом Sunday GX Comics.

## Ежемесячный журнал
Заголовок журнала, «Monthly Sunday Gene-X», отсылает к его аудитории как журнал поколения X. Первый номер был выпущен 19 июля 2000 года и новые выпуски выходят 19 числа каждого месяца — не обязательно по воскресеньям (Sunday). В заголовке используется слово «Sunday» скорее как название торговой марки или жанра, объединяющая его с братскими Weekly Shōnen Sunday и Weekly Young Sunday.
Первым годом, когда журнал печатался в воскресенье два месяца подряд, был 2006-ой. Это потому что 2006 — невисокосный год, начинающийся в воскресенье, следующий такой же будет 2017. В такие годы 19 число выпадает на воскресенье трижды: 19 февраля, 19 марта и 19 ноября.
Журнал не ограничивается только японскими произведениями; корейские комиксы Blade of the Phantom Master также выходили в журнале в переведенной и перевёрнутой форме. Если параллельно манге выходит соответствующий аниме-сериал или фильм, редакторы стараются подчёркивать это.

## Книги комиксовSunday GX
Shogakukan также публикует серии манги, ранее выходившие в журнале Sunday GX как танкобоны, под маркой Sunday GX Comics («GENEX Comics»).

## Список сериалов, выходивших вSunday GX
- Black Lagoon「Рэй Хироэ」
- Blade of the Phantom Master
- Destruction Princess
- Girls Saurus DX
- Kobato 「Clamp」 (неоконченная)
- Mel Kano
- Neko no Ou
- Poor Sisters' Story「Идзуми Кадзуто」
- RahXephon 「Такэаки Момосэ」
- Rec
- Rubbers Seven
- Trafficker